# Belgische militaire begraafplaats van Leopoldsburg
De Belgische militaire begraafplaats van Leopoldsburg is een militaire begraafplaats aan de Koning Leopold II-laan in de Belgische gemeente Leopoldsburg.
Deze begraafplaats heeft een oppervlakte van 183 are waarop 1312 graven liggen uit de Tweede Wereldoorlog en de Eerste Wereldoorlog. Tot 1928 was het een Duitse militaire begraafplaats, maar deze is in 1928 geruimd. Op de begraafplaats staan twee kapellen die herinneren aan de niet-geïdentificeerde politieke gevangenen en de onbekende krijgsgevangenen.